# Weinmannia descombesiana
Weinmannia descombesiana är en tvåhjärtbladig växtart som beskrevs av Luciano Bernardi. Weinmannia descombesiana ingår i släktet Weinmannia och familjen Cunoniaceae. Inga underarter finns listade i Catalogue of Life.